# Sint-Godelievekerk (Wondelgem)

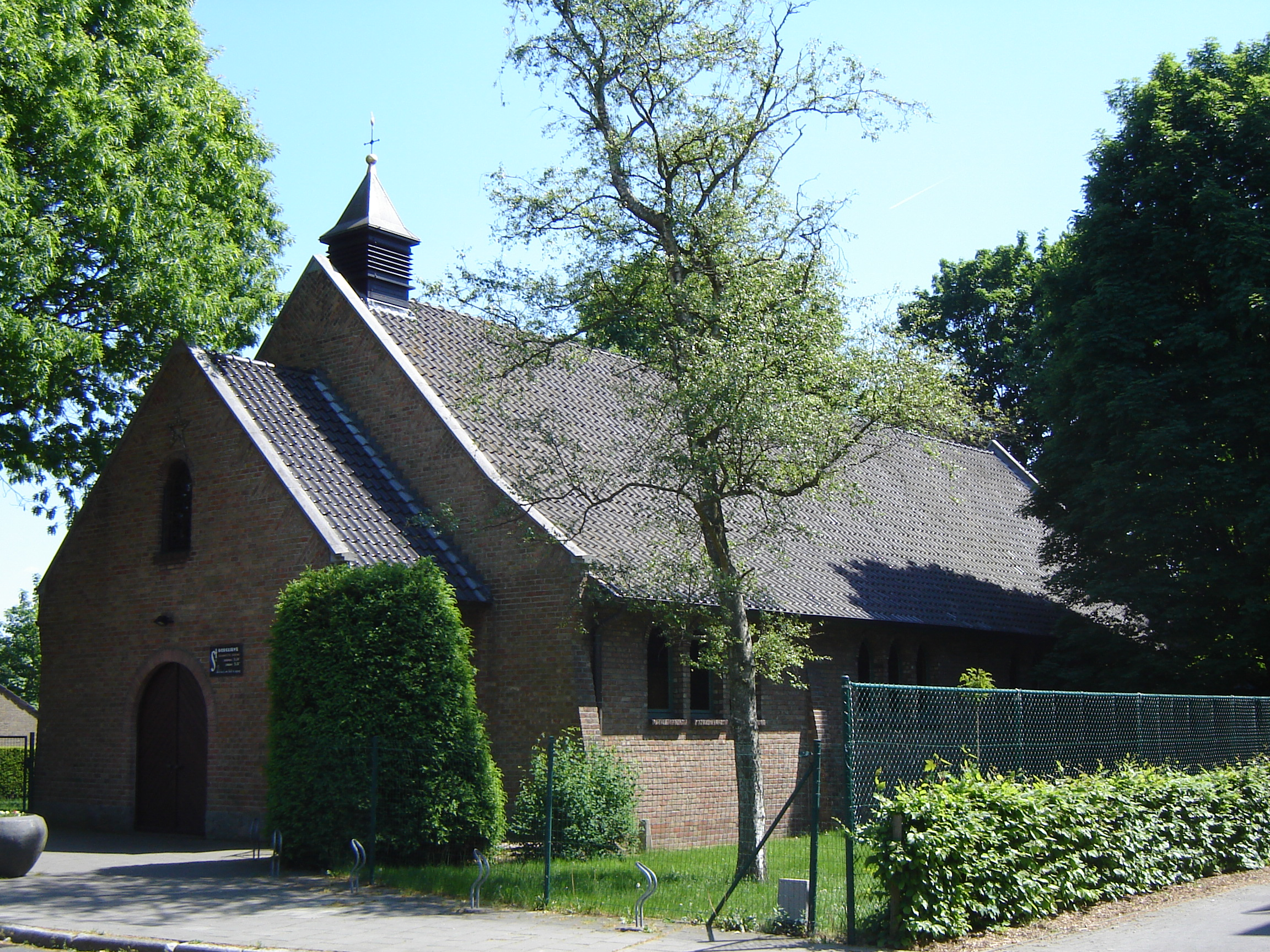
De Sint-Godelievekerk

De Sint-Godelievekerk is een kerkgebouw in de wijk Westergem van de Gentse deelgemeente Wondelgem. De kerk is toegewijd aan de heilige Godelieve.
Dit eenvoudig, bakstenen kerkje uit de twintigste eeuw heeft een dakruiter op het zadeldak.